# Championnat des îles Féroé de football 1968
Navigation
Meistaradeildin 1967 Meistaradeildin 1969
La saison 1968 du Championnat des îles Féroé de football était la 26e édition de la première division féroïenne à poule unique, la Meistaradeildin. Les cinq meilleurs clubs du pays jouent les uns contre les autres à deux reprises durant la saison, à domicile et à l'extérieur. 
C'est le KÍ Klaksvík qui remporte le titre cette année après avoir terminé en tête du classement, avec trois points d'avance sur le B36 Tórshavn.
C'est le 12e titre de champion de l'histoire du club qui ne réalise pas le doublé en ne remportant pas la Coupe des Îles Féroé. Elle revient au HB Tórshavn.

## Les clubs participants
| \| B36 HB KÍ TB VBV \| Localisation des clubs engagés dans le championnat 1969. |
| B36 HB KÍ TB VBV                                                                |

- B36 Tórshavn

- HB Tórshavn

- KÍ Klaksvík - Tenant du Titre

- TB Tvøroyri

- VB Vágur

## Compétition

### Classement[n 1]
| Rang | Équipe           | Pts | J | G | N | P | Bp | Bc | Diff |
| ---- | ---------------- | --- | - | - | - | - | -- | -- | ---- |
| 1    | KÍ Klaksvík (T)  | 13  | 8 | 6 | 1 | 1 | 36 | 14 | +22  |
| 2    | B36 Tórshavn (C) | 10  | 8 | 4 | 2 | 2 | 20 | 13 | +7   |
| 3    | HB Tórshavn      | 10  | 8 | 5 | 0 | 3 | 20 | 15 | +5   |
| 4    | VB Vágur         | 4   | 8 | 1 | 2 | 5 | 18 | 36 | -18  |
| 5    | TB Tvøroyri      | 3   | 8 | 0 | 3 | 5 | 17 | 33 | -16  |

|  | Vainqueur du championnat 1968                                |
|  | (T) Tenant du titre (C) Vainqueur de la Coupe des îles Féroé |

### Résultats[n 1]
| Résultats (▼dom., ►ext.) | B36 | HB  | KÍ  | TBT | VBV |
| B36 Tórshavn             |     | 2-1 | 1-1 | 3-3 | 1-2 |
| HB Tórshavn              | 0-3 |     | 1-3 | 4-3 | 6-1 |
| KÍ Klaksvík              | 3-1 | 0-1 |     | 9-3 | -   |
| TB Tvøroyri              | 1-3 | 0-3 | 2-6 |     | 1-1 |
| VB Vágur                 | 2-6 | 3-4 | 2-5 | 4-4 |     |

## Bilan de la saison
| Championnat des îles Féroé de football 1968 |                         |
| Champion                                    | KÍ Klaksvík (12e titre) |
| Coupes et trophées                          |                         |
| Vainqueur de la Coupe des îles Féroé 1968   | HB Tórshavn             |
| Qualifications continentales                |                         |
| Promotions et relégations                   |                         |
| Promus en Meistaradeildin                   | non                     |
| Relégués en Meðaldeildin                    | non                     |